# Zapach miłości
Zapach miłości (jap. あせとせっけん Ase to sekken) – manga autorstwa Kintetsu Yamady. Była wydawana cyfrowo na łamach magazynu „D Morning” od czerwca 2018 do sierpnia 2019, a następnie została przeniesiona do „Morning”, gdzie ukazywała się od października 2019 do stycznia 2021. Na podstawie mangi powstała TV drama, której premiera odbyła się w 2022 roku.
W Polsce manga ukazała się nakładem wydawnictwa Waneko.

## Fabuła
Asako Yaeshima jest nieśmiałą pracownicą biurową w firmie Lilia Drop, zajmującej się produkcją kosmetyków. Asako uwielbia firmę, w której pracuje, ponieważ wstydzi się swoich problemów z poceniem się i nieprzyjemnym zapachem ciała, a zapach mydła produkowanego przez firmę jest jedyną rzeczą, która jest w stanie zmniejszyć jej niepewność. Kiedy jednak Koutarou Natori, główny projektant produktów w firmie, podchodzi do niej i bierze głęboki oddech, stwierdza, że uwielbia zapach Asako i uważa ją za inspirującą. W miarę jak oboje spotykają się w pracy, Asako zaczyna mniej przejmować się tym, że Koutarou ją wącha, i nawiązują romantyczny związek.

## Manga
Manga była publikowana cyfrowo w magazynie „D Morning” wydawnictwa Kōdansha od 21 czerwca 2018 do 22 sierpnia 2019. Następnie seria została przeniesiona do „Morning”, gdzie ukazywała się od 3 października 2019 do 7 stycznia 2021. Kōdansha zebrała jej rozdziały w jedenastu tomach tankōbon, wydawanych od 10 października 2018 do 21 maja 2021 roku.
W Polsce licencję na wydawanie mangi zakupiło Waneko.
| Nr | Język japoński       | Język japoński         | Język polski        | Język polski           |
| Nr | Data wydania         | ISBN                   | Data wydania        | ISBN                   |
| -- | -------------------- | ---------------------- | ------------------- | ---------------------- |
| 1  | 10 października 2018 | ISBN 978-4-75-755153-4 | 3 listopada 2021    | ISBN 978-83-8242-144-6 |
| 2  | 23 stycznia 2019     | ISBN 978-4-06-514297-4 | 14 grudnia 2021     | ISBN 978-83-8242-145-3 |
| 3  | 23 kwietnia 2019     | ISBN 978-4-06-515186-0 | 3 lutego 2022       | ISBN 978-83-8242-146-0 |
| 4  | 23 lipca 2019        | ISBN 978-4-06-516516-4 | 15 marca 2022       | ISBN 978-83-8242-147-7 |
| 5  | 23 października 2019 | ISBN 978-4-06-517224-7 | 4 maja 2022         | ISBN 978-83-8242-148-4 |
| 6  | 23 stycznia 2020     | ISBN 978-4-06-518208-6 | 15 czerwca 2022     | ISBN 978-83-8242-149-1 |
| 7  | 23 kwietnia 2020     | ISBN 978-4-06-519205-4 | 16 sierpnia 2022    | ISBN 978-83-8242-150-7 |
| 8  | 20 lipca 2020        | ISBN 978-4-06-520281-4 | 3 października 2022 | ISBN 978-83-8242-151-4 |
| 9  | 20 listopada 2020    | ISBN 978-4-06-520980-6 | 15 listopada 2022   | ISBN 978-83-8242-152-1 |
| 10 | 22 lutego 2021       | ISBN 978-4-06-522342-0 | 3 stycznia 2023     | ISBN 978-83-8242-153-8 |
| 11 | 21 maja 2021         | ISBN 978-4-06-523109-8 | 15 lutego 2023      | ISBN 978-83-8242-154-5 |

## TV drama
W styczniu 2022 ogłoszono, że seria otrzyma adaptację w formie dramatu telewizyjnego, którego premiera odbyła się 4 lutego tego samego roku w bloku programowym Drama Tokku w stacji MBS.

### Obsada
Źródło.
- Yuno Ōhara – Asako Yaeshima
- Kanta Satō – Kotaro Natori
- Haruka Kudō – Korisu Ichise
- Kazuto Mokudai – Keita Yaeshima
- Shūzō Ōhira – Yūji Suzumura
- Ayaka Nakata – Maki Sakashita
- Yūsaku Mori – Osamu Hashitani
- Mansaku Ikeuchi – Jin Ōkura